# Ford C-Max
Ford C-Max — компактвэн американской компании Ford. Первоначально автомобиль назывался Ford Focus C-Max.

## Первое поколение
Впервые был представлен на Парижском автосалоне в 2002 году. Автомобиль строится на платформе модели Focus и использует платформу Ford C1. Кодовое название автомобиля — C214.
Автомобиль вмещает пять пассажиров и имеет довольно большой багажник, пространство которого может быть увеличено путём складывания задних сидений. Некоторые модели имеют сдвижные задние сиденья. Автомобиль использует подвеску от модели Focus.
В декабре 2006 года обновленная версия Ford C-Max была показана на автосалоне в Болонье и поступила в продажу весной 2007 года.  Рестайлинг 2006 года привел автомобиль в соответствии с дизайном «Kinetic Design». Изменилась решетка радиатора, колесные арки стали больше и изменены фары. Название сменилось с Focus C-Max на C-Max. Изменение было обусловлено стратегией Ford сделать название минивэнов (кроме Galaxy) с частицей Max.
|  |  |

|  |  |  |

### Комплектации

#### Ambiente
Базовая комплектация С-Max Ambiente:
- Рулевое управление с усилителем
- Антиблокировочная система тормозов с функцией Emergency Brake Assist
- Иммобилайзер
- Наружные зеркала заднего вида с электрической регулировкой и корпусами, окрашенными в цвет кузова
- Центральный замок дверей
- Intelegent Protection System включающая подушки безопасности водителя и переднего пассажира, и боковые подушки безопасности
- Независимая подвеска задних колес с системой Control Blade
- Задние дисковые тормоза
- Электрические стеклоподъёмники передних стёкол
- Сиденье водителя с механической регулировкой по высоте
- 3 индивидуальных сиденья во втором ряду
- Спойлер на крыше
- Окраска кузова «металлик»
- Прикуриватель
- Пакет «Комфорт»:
- Пакет безопасности № 2
- Встроенный в ключ пульт управления центральным замком
- Двойное запирание замков
- Кондиционер
- Радио Пакет № 2
- 6 динамиков высокого класса
- CD+AM/FM Радио высокого класса
- Передние противотуманные фары
- Передние сиденья с подогревом
- Столики для задних пассажиров

#### Trend (Ambiente+)
- Обогрев дверных зеркал
- Ручки дверей автомобиля в цвет кузова
- Отделка элементов салона под алюминий
- Кондиционер
- Бортовой компьютер
- Подлокотник и регулируемая поясничная опора сиденья водителя
- В спинках передних сидений откидные столики
- 6 динамиков и CD-магнитола
- Передние и задние плафоны в салоне
- Футляр для очков рядом с водителем
- Боковые молдинги в цвет кузова
- Зеркала в солнцезащитных козырьках с подсветкой
- Шторка багажного отделения
- 16 дюймовые стальные диски и 7-спицевые декоративные колпаки

#### Ghia
- 16" легкосплавные колесные диски с 7x2 спицами
- Модернизированные противотуманные фары
- Подсветка пространства возле дверей
- Кожаная оплетка руля и рукоятки переключения передач
- Отделка сидений велюром
- Круиз-контроль
- Автоматическое головного освещение
- Датчик дождя
- Зеркало заднего вида с автозатемнением
- Обновленная центральная консоль с регулируемым подлокотником и Z-образным стояночным тормозом
- Задние электростеклоподъёмники

#### Titanium
- Многолучевые легкосплавные диски 17 дюймов
- Голубая тонировка стёкол
- Функция предотвращения защемления и общего открывания/закрывания окон
- Автоматическое включение головного освещения
- Датчик дождя
- Автозатемняющееся внутрисалонное зеркало заднего вида
- Алюминиевые акценты в интерьере салона
- Зеркала дверей с подсветкой околодверного пространства
- Двухзонный климат-контроль
- Кожаная отделка рулевого колеса и рукоятки переключения передач (только для МКПП)

### Безопасность
| Euro NCAP                                                  | Euro NCAP | Euro NCAP | Euro NCAP |
| ---------------------------------------------------------- | --------- | --------- | --------- |
| Рейтинги                                                   | Пассажир  |           | 31        |
| Рейтинги                                                   | Ребёнок   |           | 38        |
| Рейтинги                                                   | Пешеход   |           | 14        |
| Протестированная модель: Ford Focus C-MAX 1.8 Trend (2003) |           |           |           |

## Второе поколение

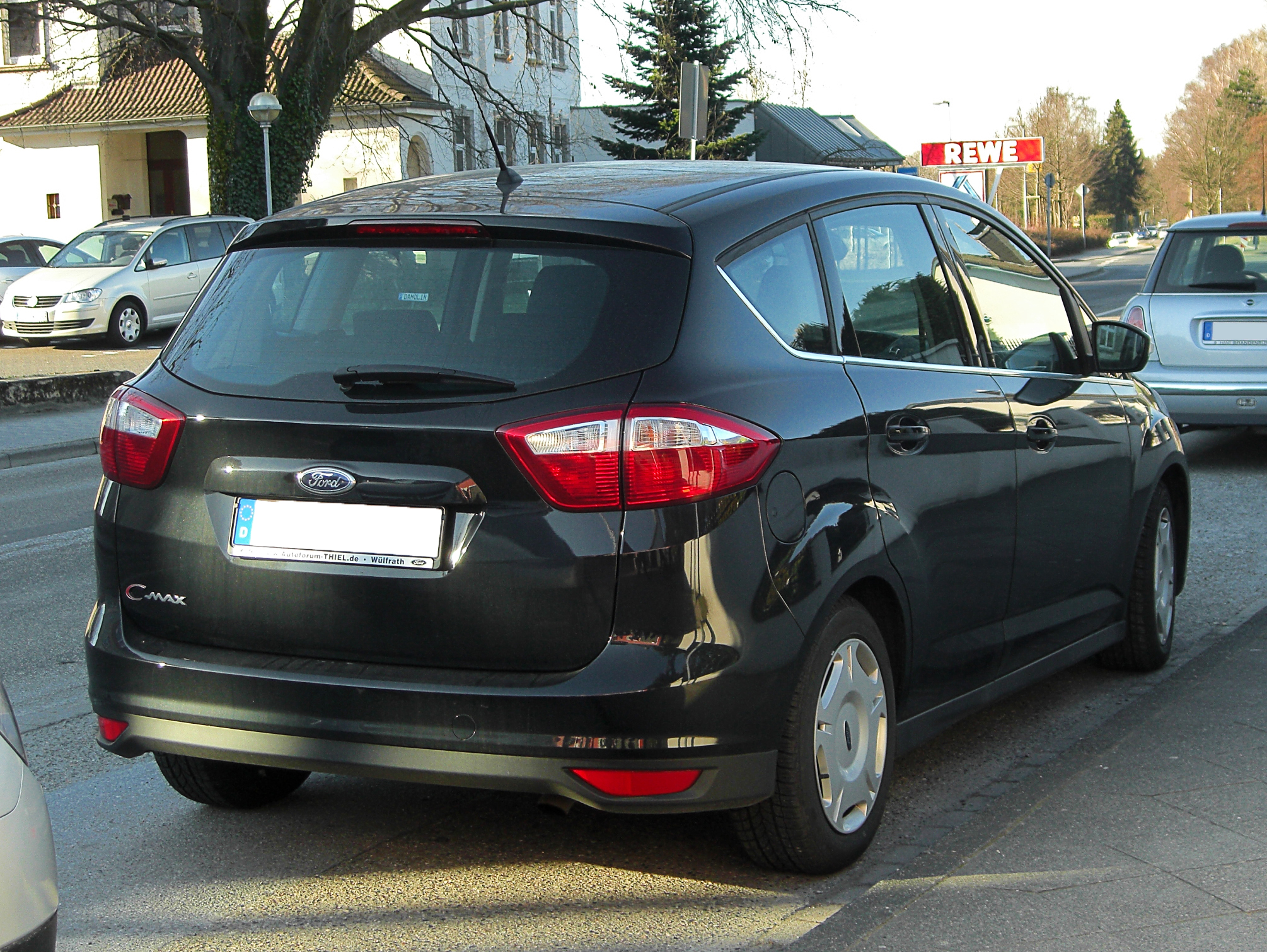
Ford C-Max 2-го поколения

Автомобиль второго поколения был представлен на Франкфуртском автосалоне 15 сентября 2009 года. За основу взята внешность концепта iosis MAX, которая являет собой следующий виток «кинетического» дизайна. Автомобиль был первым из модельной линейки Ford, построенным на новой глобальной платформе Ford сегмента C, с оптимизированной конструкцией многорычажной задней подвески «Control Blade» и полуизолированным передним подрамником. Среди прочих технических нововведений — двигатели семейства EcoBoost и шестиступенчатая преселективная коробка передач PowerShift фирмы Getrag. Объявлено, что уже в базовой комплектации будет присутствовать система управления векторизацией вращающего момента (Torque Vectoring Control).
В апреле 2015 года C-MAX и Grand C-MAX подверглись рестайлингу. Продажи стартовали в июне того же года.
Из центральной консоли половина всех кнопок и элементов управления была удалена, вместо них установлен большой сенсорный экран, которым также можно управлять с помощью голосовых команд. Также изменилась решётка радиатора.
Доступен следующий выбор двигателей
:
Бензиновые:
- Duratec Ti-VCT 1.6 л. 104 л.с. (105PS)
- Duratec Ti-VCT 1.6 л. 123 л.с. (125PS), 92кВ при 6300 об/мин, 160 Н·м при 4100 об/мин.
- EcoBoost SCTi 1.6 л. 148 л.с. (150PS), 110 кВт., 240 Н·м
- EcoBoost SCTi 1.6 л. 178 л.с. (180PS), 130 кВт., 240—270 Н·м при 1600-4500 об/мин.
- EcoBoost SCTi 1.6 л. 150 л.с. (150PS), 110 кВт., 160.4 Н·м

Дизельные:
- Duratorq TDCi 1.6 л. 94 л.с. (95PS), 70 кВт, 205 Н·м, Евро V
- Duratorq TDCi 1.6 л. 113 л.с. (115PS), 270—285 Н·м, Евро V
- Duratorq TDCi 2.0 л. 138 л.с. (140PS), 103 кВт, при 4000 об/мин., 320—340 Н·м при 1750—2240 об/мин, Евро V
- Duratorq TDCi 2.0 л. 161 л.с. (163PS), 120 кВт при 3750 об/мин., 340 Н·м при 2000 — 3250 об/мин., Евро V

Опции:
- подстраиваемый ограничитель скорости (ASLD)
- центральная консоль с дисплеем «интерфейса общения машины и водителя» (HMI — Human Machine Interface)
- параллельная парковка в полуавтоматическом режиме (semi-automatic parallel parking)
- система слежения за «слепыми зонами» (blind-spot detection system)
- электрозамки от детей
- электрически управляемая задняя дверь
- камера заднего вида

Рулевое управление оснащено электроусилителем.
Производство автомобилей нового поколения началось на испанском заводе Ford в Валенсии во второй половине 2010 года. В салоны европейских дилеров машины поступают с 30 октября 2010 г.

### Grand C-Max

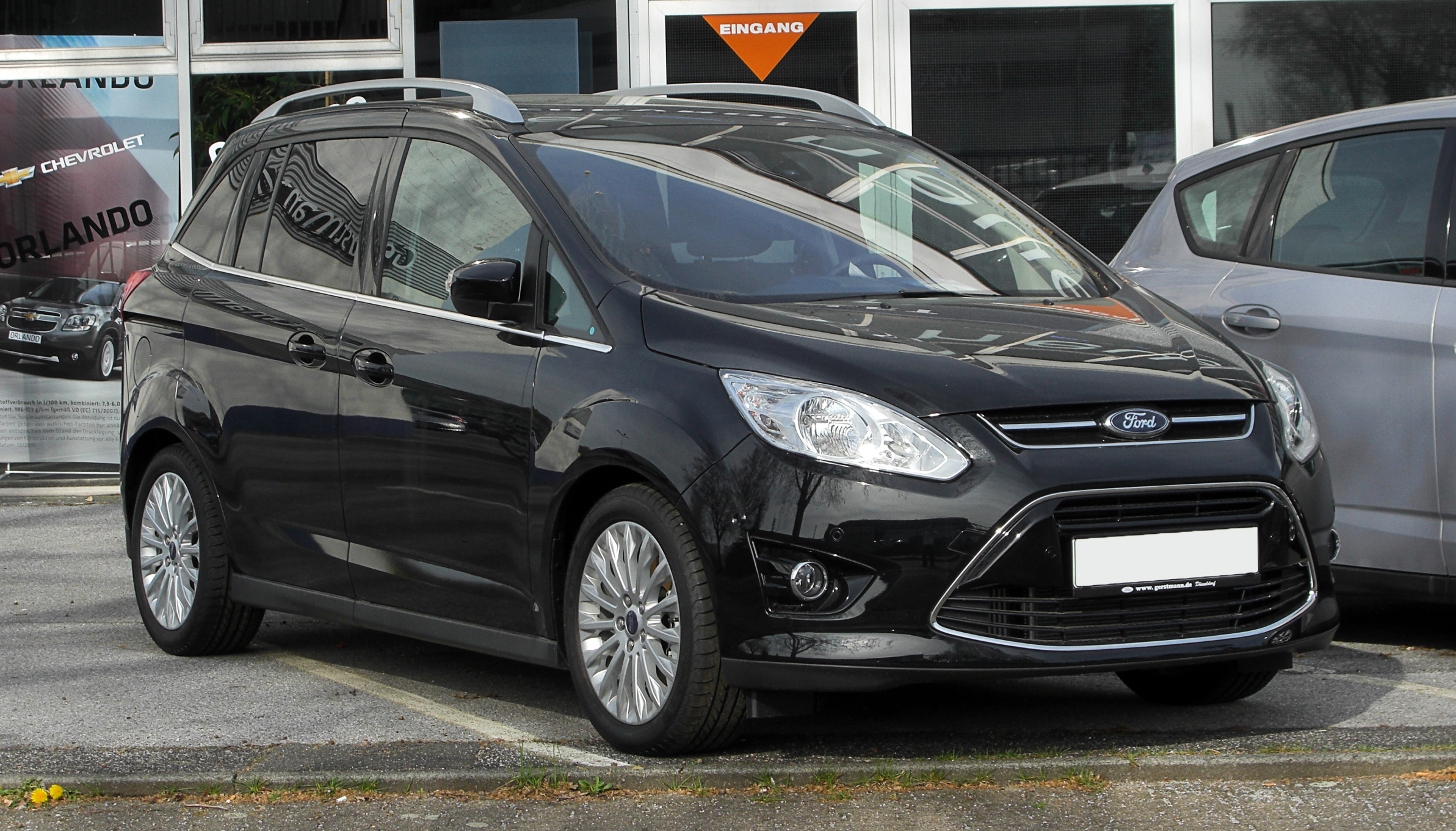
Ford Grand C-Max

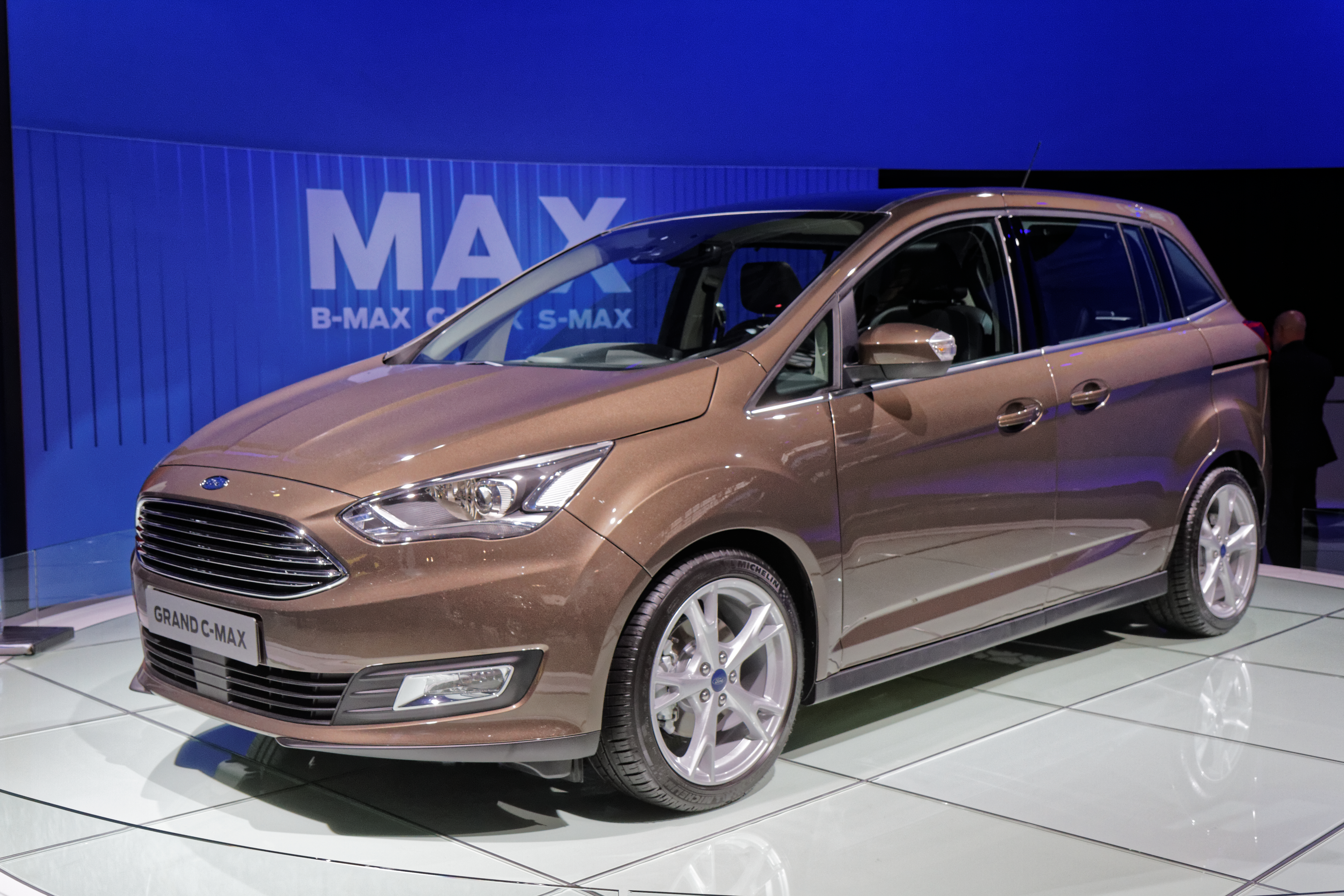
Grand C-Max после рестайлинга

Помимо 5-местной модели, на автосалоне был представлен 7-местный Grand C-MAX. Характерной особенностью Grand C-Max являются парные сдвижные двери и инновационный дизайн сидений.
Продажи 7-местного C-MAX в Северной Америке начались в конце 2011 года.
Grand C-Max обладает хорошей трансформацией салона, например можно сложить среднее заднее сиденье второго ряда сидений. Получается шестиместный автомобиль с проходом на 3-й ряд сидений.
На российском рынке автомобиль комплектуется версиями 1,6 литрового двигателя мощностью 125-180 л.с, и предлагается в комплектациях Trend и Titanium. В России автомобиль не смог завоевать популярность из-за отсутствия АКПП. В 2018 году модель в России не продавалась.

### Безопасность
| Euro NCAP                                                        | Euro NCAP | Euro NCAP | Euro NCAP             |
| ---------------------------------------------------------------- | --------- | --------- | --------------------- |
| · общий рейтинг                                                  |           |           |                       |
| 92%                                                              | 83%       | 50%       | 71%                   |
| взрослый пассажир                                                | ребёнок   | пешеход   | активная безопасность |
| Протестированная модель: Ford C-MAX 1.6 TDCI 'Trend', LHD (2010) |           |           |                       |

| Euro NCAP                                                              | Euro NCAP | Euro NCAP | Euro NCAP             |
| ---------------------------------------------------------------------- | --------- | --------- | --------------------- |
| · общий рейтинг                                                        |           |           |                       |
| 96%                                                                    | 81%       | 50%       | 71%                   |
| взрослый пассажир                                                      | ребёнок   | пешеход   | активная безопасность |
| Протестированная модель: Ford Grand C-MAX 1.6 TDCI 'Trend', LHD (2010) |           |           |                       |